# Rudolf Kubiš
Rudolf Kubiš (29. května 1912 Dolní Vilémovice 79 – 24. října 1942 koncentrační tábor Mauthausen) byl nejstarším bratrem parašutisty rotmistra Jana Kubiše. Za účast bratra na útoku na zastupujícího říšského protektora Reinharda Heydricha byl spolu s dalšími členy rozvětvené rodiny popraven v koncentračním táboře Mauthausen.

## Život
Rudolf Kubiš se narodil 29. května 1912 v Dolních Vilémovicích 79 do rodiny místního obuvníka Františka Kubiše a jeho první manželky Kristiny Kubišové (rozené Mitiskové; 1891–1919). Po druhém sňatku otce Františka Kubiše (1887–1942) s Marií Dusíkovou (1885–1970) žil Rudolf s rodiči své biologické matky Kristiny. Rudolf Kubiš se živil jako městský krejčí v Třebíči. Byl římskokatolického vyznání. Jeho manželka Marie Kubišová (rozená Kučerová) pracovala jako pomocnice v domácnosti v Třebíči. Sňatek manželů Kubišových se uskutečnil 28. února 1938 v Třebíči v kostele svatého Martina z Tours. Syn manželů Marie a Rudolfa Kubišových dostal jméno po otci (Rudolf) a spatřil světlo světa v roce 1938.
Rudolf Kubiš byl spolupracovníkem paraskupiny Anthropoid a se svým bratrem Janem Kubišem udržoval spojení již od února 1942. A byl to právě krejčí Rudolf Kubiš, kdo svému bratru Janovi ušil tmavý oblek, který měl rotmistr Jan Kubiš na sobě v den útoku na zastupujícího říšského protektora Reinharda Heydricha.
Stejně jako mnohým dalším se i jemu stala osudnou zrada Karla Čurdy (16. června 1942), po které následovala vlna zatýkání. Po svém zatčení gestapem odpoledne 16. června 1942 byl později nucen, společně se svým vlastním bratrem Jaroslavem Kubišem (1916–1942), nevlastním bratrem Františkem Kubišem (1928–1990) a svým biologickým otcem Františkem Kubišem (1887–1942), identifikovat po dokonaném boji v kostele svatých Cyrila s Metoděje (v budově německého soudního lékařství) uříznutou hlavu svého bratra Jana Kubiše.
Rudolfova manželka Marie Kubišová byla zatčena spolu se svým manželem. V době zatčení byla Marie ve vysokém stupni těhotenství. Její novorozený syn Jan Kubiš (* 1942) přišel na svět v červenci 1942 během jejího věznění.
Stanný soud v Praze oba manžele v nepřítomnosti 29. září 1942 odsoudil k trestu smrti. Z policejní vazby v Praze na Karlově náměstí byli deportováni do Malé pevnosti Terezín. Dne 23. října 1942 byli převezeni do koncentračního tábora Mauthausen a o den později (24. října 1942) je zde zavraždili střelou z malorážní pistole do týla společně s dalšími spolupracovníky a rodinnými příslušníky atentátníků při fingované zdravotní prohlídce. Rudolf Kubiš byl zabit ve 13.36 ve věku 30 let, jeho stejně stará choť Marie zemřela předtím ve 12.48.
Rodina ošetřovatelky, která se o novorozeného Jana Kubiše (* 1942) starala poté, co byla Marie Kubišová zavražděna nakonec dítě adoptovala a druhorozený malý Jan (* 1942) tak druhou světovou válku přežil. S celoživotními následky po prodělaných nacistických pokusech přežil druhou světovou válku i prvorozený syn manželů Kubišových Rudolf (* 1938).

## Připomínky
- Jeho jméno (Kubiš Rudolf *29.5.1912) je uvedeno na pomníku při pravoslavném chrámu svatého Cyrila a Metoděje (adresa: Praha 2, Resslova 9a). Pomník byl odhalen 26. ledna 2011 a je součástí Národního památníku obětí heydrichiády.[21][22][23]
- Jeho jméno (a jména jeho rodinných příslušníků) je uvedeno na pomníku obětem 1. a 2. světové války v Dolních Vilémovicích na návsi (u silnice na Lipník). Na jeho spodní části je nápis: "OBĚTEM FAŠISMU POPRAVENÝM 1942-1945 / KUBIŠ JAN *1913 / KUBIŠ FRANTIŠEK *1887 / KUBIŠ RUDOLF *1912 / KUBIŠOVÁ MARIE *1912 / KUBIŠ JAROSLAV *1916 / KUBIŠOVÁ MARIE *1920 / KUBIŠOVÁ VLASTA *1924 / KUBIŠOVÁ JITKA *1925 / PRÁVEC RUDOLF *1912 / PRÁVCOVÁ FRANTIŠKA *1915 / LAPEŠ JAN *1909 / DENEMAREK ANTONÍN *1878 / DENEMARKOVÁ MARIE *1885 / DENEMAREK KAREL *1913 / VĚNUJE MNV DOLNÍ VILÉMOVICE 1965".[24]

## Galerie

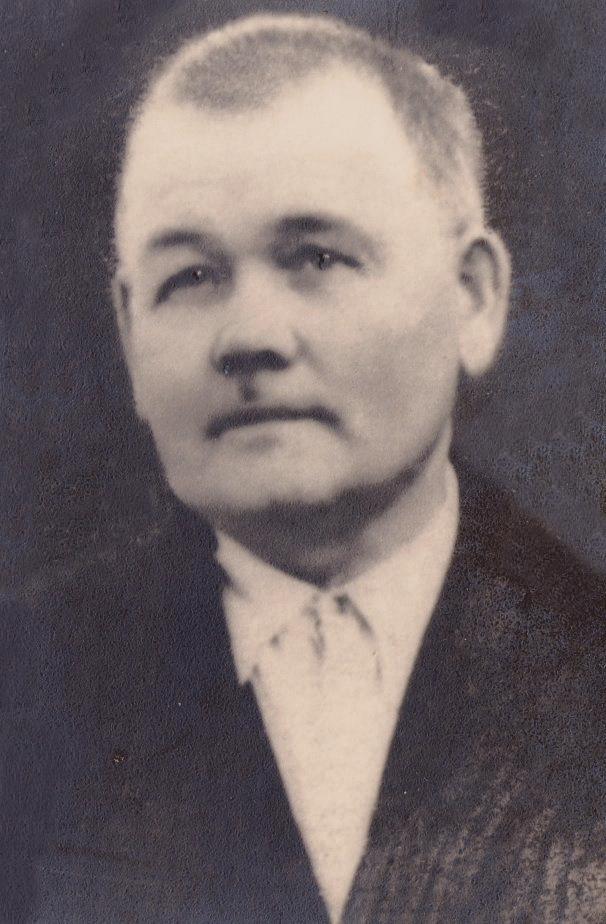
Otec František Kubiš
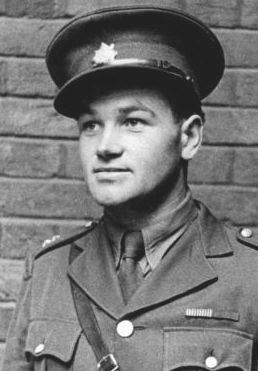
Bratr Jan Kubiš
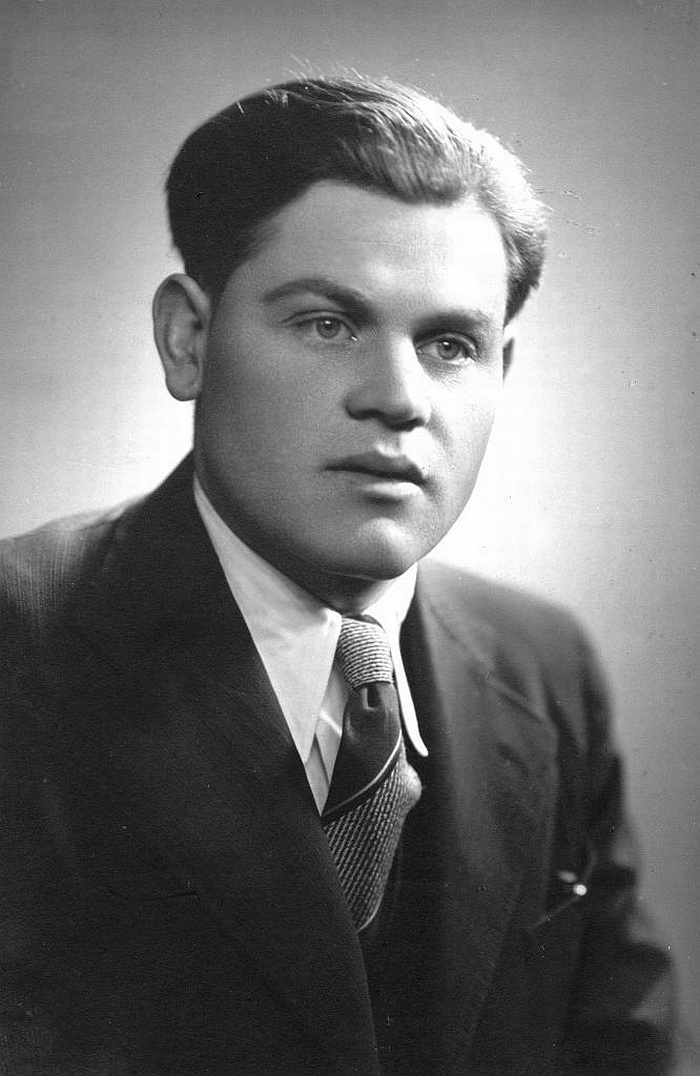
Bratr Jaroslav Kubiš
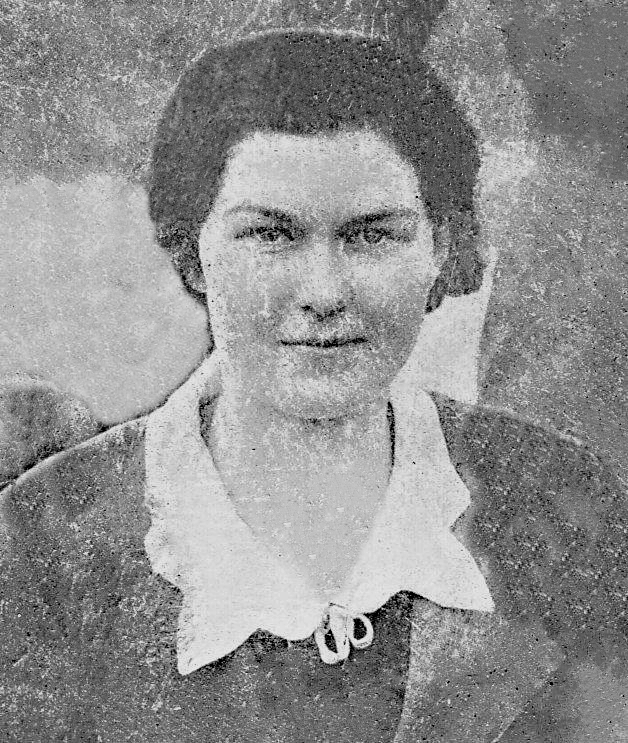
Jeho manželka Marie Kubišová
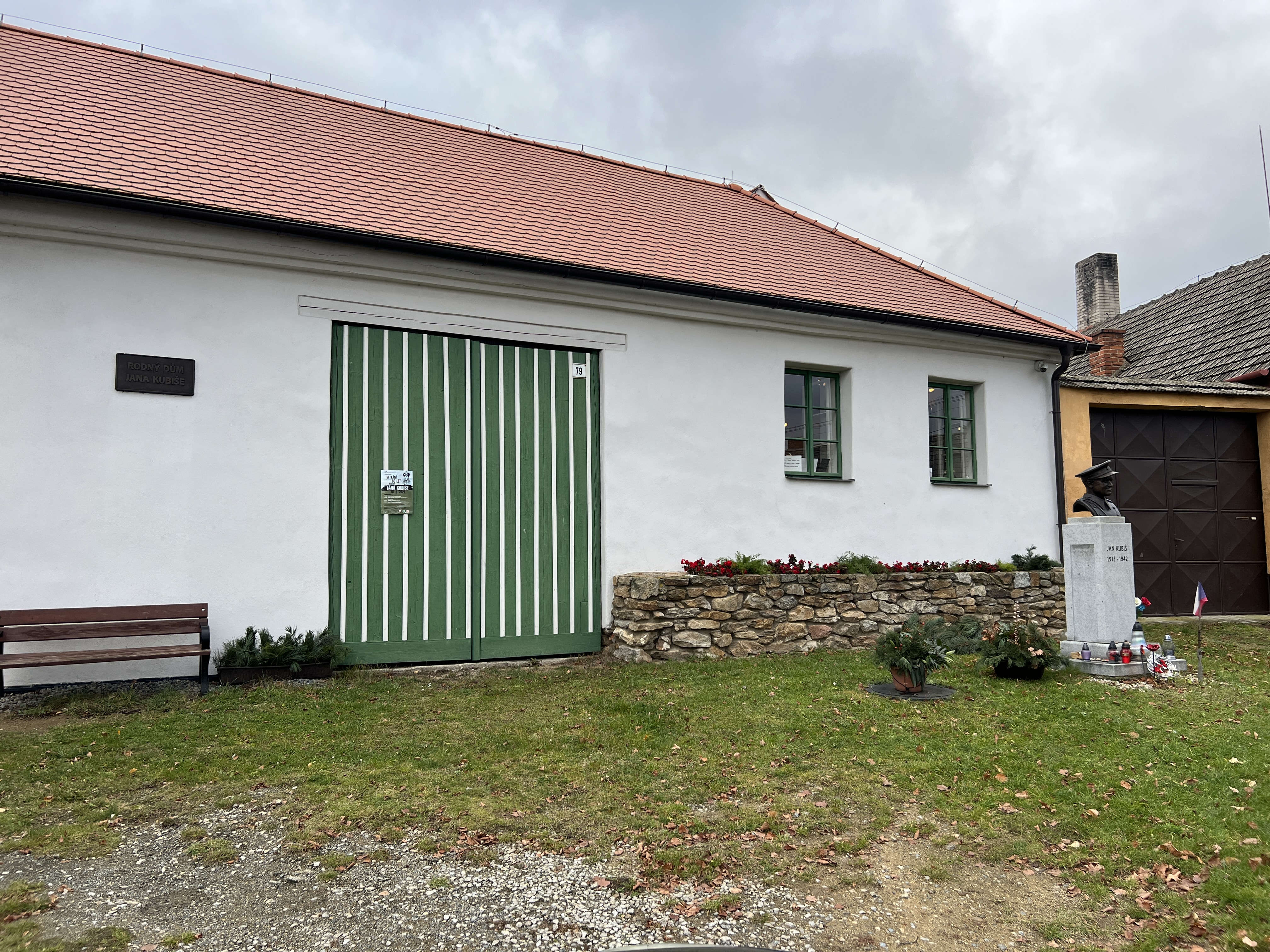
Rodný dům, Dolní Vilémovice
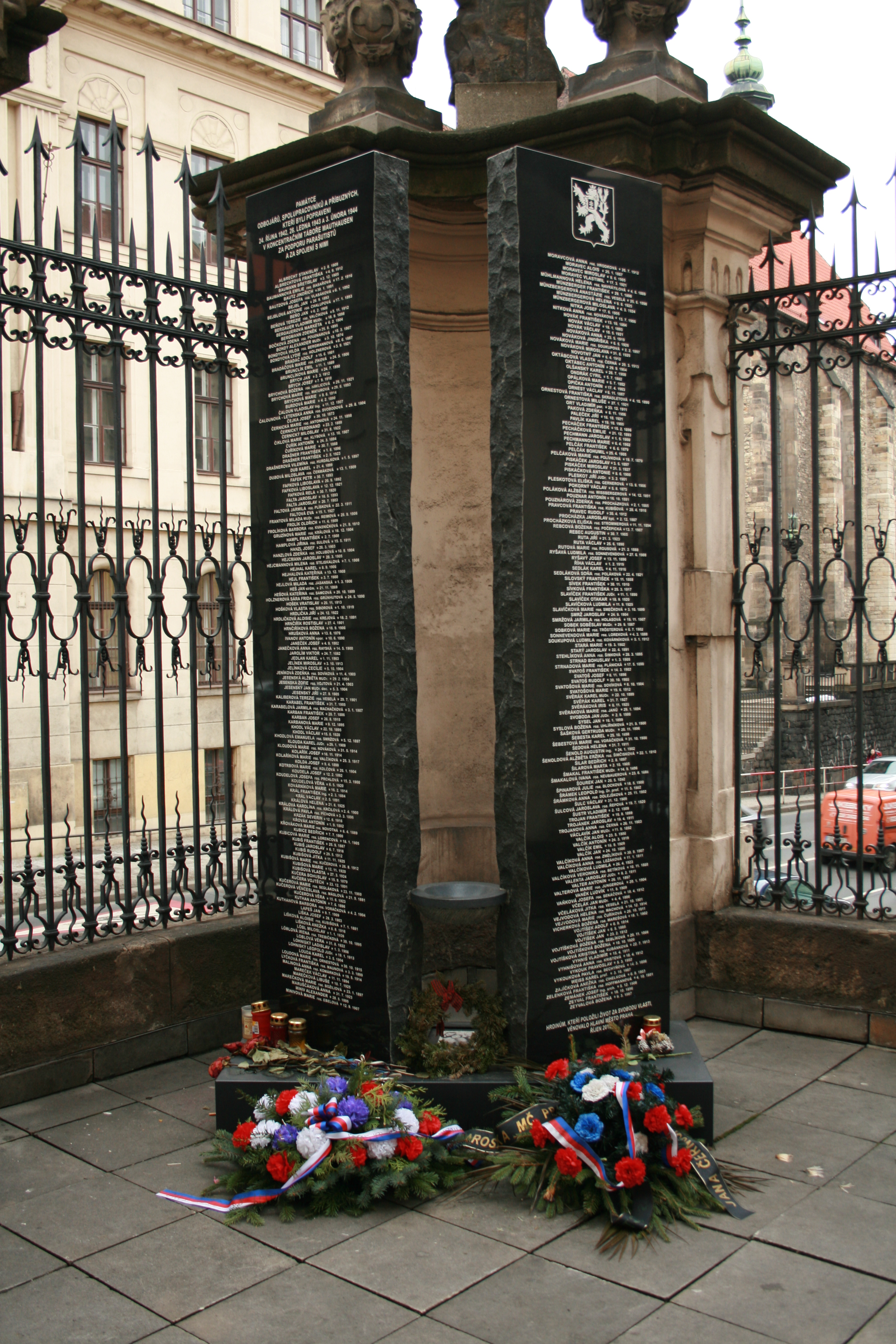
Pomník popravených spolupracovníků parašutistů operace Anthropoid a jejich rodinných příslušníků na terase kostela sv. Cyrila a Metoděje v Resslově ulici v Praze
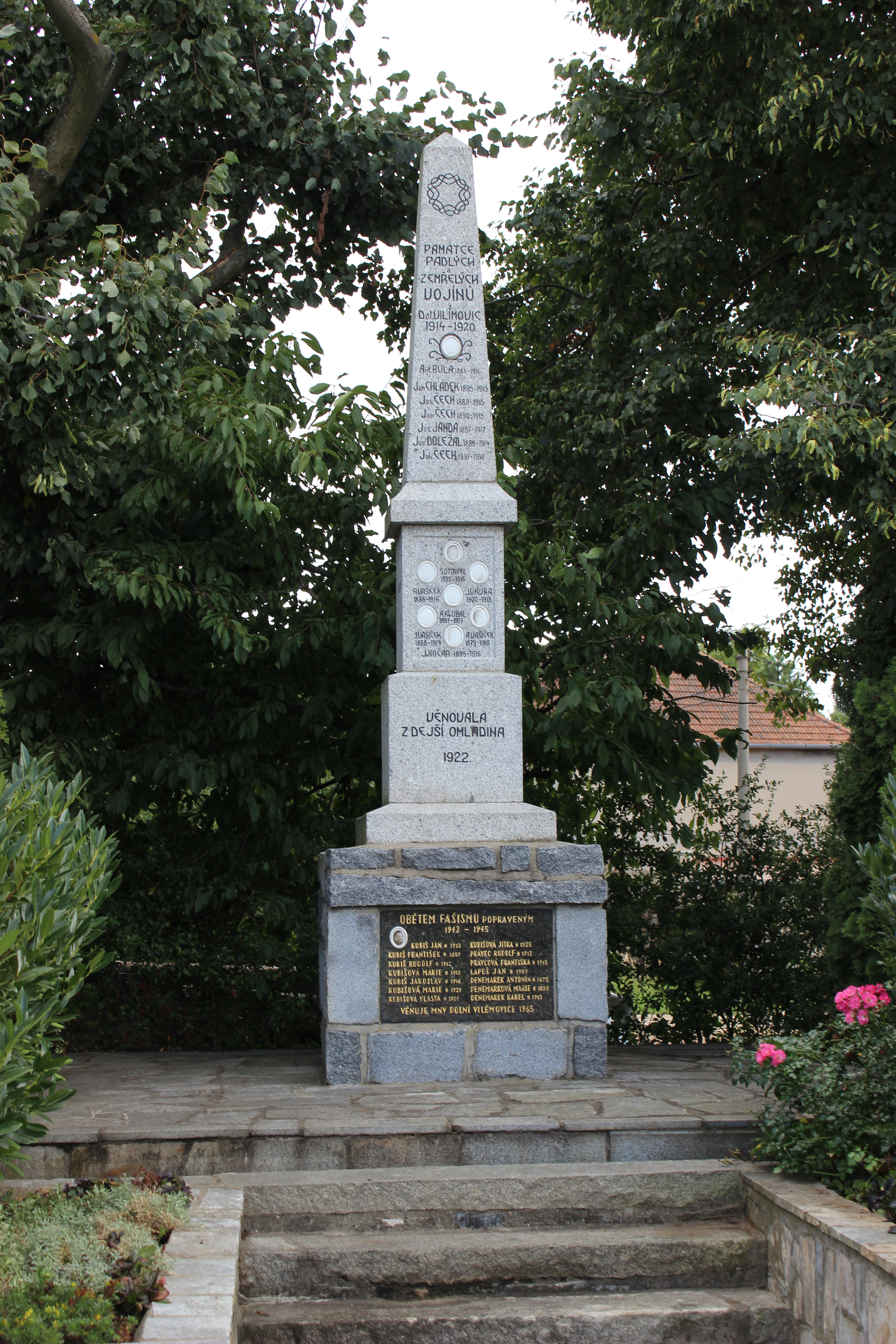
Pomník obětem 1. a 2. světové války v Dolních Vilémovicích